# Shaban al-Dalou
Shaban Ahmed al-Dalou (geboren am 16. Oktober 2004, gestorben am 14. Oktober 2024 im Gazastreifen) war ein palästinensischer Student aus dem Gazastreifen, der während der Bombardierung des Al-Aqsa-Krankenhauses in Deir al-Balah durch die Israelischen Verteidigungsstreitkräfte getötet wurde. Die Bombardierung war Teil des Krieges in Israel und Gaza seit 2023, der durch den Terrorangriff der Hamas am 7. Oktober ausgelöst worden war. Der Vorfall erfuhr aufgrund der Todesumstände international große Aufmerksamkeit; Videos, die zeigten, wie al-Dalou bei lebendigem Leib verbrannte, wurden weltweit in sozialen Medien geteilt und führten zu Kritik von Israels Verbündeten am Vorgehen der israelischen Streitkräfte.

## Leben
Shaban al-Dalou wurde am 16. Oktober 2004 als ältestes von fünf Kindern des Ehepaars Ahmed al-Dalou und Ala’a Abdel Nasser al-Dalou geboren. Er hatte zum Zeitpunkt seines Todes zwei Brüder, Abdelrahman und Mohammed, etwa 11 und 17 Jahre alt, und zwei Schwestern, Rahaf und Farah, im Alter von 14 und 19 Jahren. Als Junge hatte er angeblich den gesamten Koran auswendig gelernt und Arzt werden wollen, doch seiner Familie mangelte es an dem notwendigen Geld für ein Medizinstudium. Im September 2023 begann er ein Studium der Softwareentwicklung an der Al-Azhar-Universität in Gaza, wo er unter den Klassenbesten rangierte.

### Während des Krieges
Im Laufe des Krieges wurden al-Dalou und seine Familie mehrmals vertrieben, bevor sie im Hof des Al-Aqsa-Krankenhauses Quartier aufschlugen.
Durch Softwarearbeit verdiente al-Dalou laut seiner Tante Geld online; seine Mutter hatte Goldschmuck verkauft, um ihm das Studium zu ermöglichen, und kurz nach Beginn des Krieges gelang es ihm, den Schmuck für sie mit dem verdienten Geld zurückzukaufen. Außerdem benutzte er sein Einkommen dazu, seinem Vater und Onkel die Eröffnung eines Falafel-Standes in Nähe des Krankenhauses zu ermöglichen.
In den sozialen Medien war al-Dalou aktiv; so postete er ein Video von sich selbst beim Blutspenden und regte andere dazu an, dies auch zu tun – es gebe so viele Verletzte, Kinder bräuchten dringend Blut, aber am dringendsten sei eine Waffenruhe erforderlich.
Über eine GoFundMe-Seite versuchte al-Dalou genug Geld zu bekommen, um sich und seiner Familie die Ausreise aus dem Gazastreifen zu ermöglichen. Der Krieg habe alle seine Träume zerstört, klagte er auf der Seite; es sei, als stehe die Zeit still, und er lebe in einem nie endenden Albtraum. Die Kampagne hatte über 20.000 Dollar eingespielt. Allerdings hatte Israel den Grenzübergang in Rafah inzwischen geschlossen; selbst wenn das Geld ausgereicht hätte, um die exorbitanten Gebühren für eine Ausreise zu bezahlen, war eine solche nun nicht mehr möglich.
Stress und Unterernährung aufgrund der Belagerung wirkten sich negativ auf al-Dalous Gesundheit aus, er kränkelte und fragte seine Tante, ob seine wiederholten Erkrankungen ausreichend seien, um eine medizinische Evakuierung aus dem Gazastreifen zu ermöglichen. In Gesprächen mit Freunden äußerte er in zunehmendem Maße Todesfantasien; online postete er wiederholt Bilder von einem toten Freund.
Zehn Tage vor seinem Ableben entging er nur knapp dem Tod, als er zum Koranlesen in eine Moschee in Nähe des Krankenhauses gegangen war und dort übernachtet hatte. Die Moschee war in der Nacht Ziel eines Bombenangriffes, der laut den israelischen Streitkräften einem Hamas-Kommandozentrum galt; dabei kamen laut lokalen Behörden 26 Menschen ums Leben, und al-Dalou erlitt eine Schrapnellverletzung am Nacken hinter einem Ohr. Online beschrieb er, wie er im Krankenhaus aufwachte und zunächst meinte, er sei gestorben und wieder mit seinem Freund vereint.

### Tod
Das Gebiet um Deir al-Balah war als „humanitäre Zone“ ausgewiesen worden und daher Zufluchtsort von Patienten sowie Flüchtlingen aus dem gesamten Gazastreifen, die um das Krankenhaus herum ein Zeltlager errichtet hatten. Am 14. Oktober 2024 wurde der Krankenhauskomplex in den frühen Morgenstunden, um 1.15 Uhr Ortszeit, von einem Luftschlag getroffen, der einen Brand in dem Zeltlager auslöste. Es war der sechste israelische Angriff auf den Komplex seit Ende März 2024. Israelische Offizielle erklärten, das Ziel des Präzisionsangriffs sei eine Kommandozentrale der Hamas auf dem Parkplatz des Krankenhauses gewesen und es sei anzunehmen, dass die Zelte rund um das Krankenhaus durch sekundäre Explosionen in Brand geraten seien.
Der Vorfall erhielt weltweite Aufmerksamkeit, als Videos online zu zirkulieren begannen, die zeigten, wie ein brennendes Kind aus den Flammen stieg und wie al-Dalou, auf einem Bett in seinem Zelt liegend, lebendig verbrannte. Sein Bruder Mohammed sagte, al-Dalous Bein sei eingeklemmt gewesen und er habe sich nicht befreien können; er habe seinem Bruder zu Hilfe kommen wollen, aber andere Verletzte fürchteten, ein solcher Versuch würde auch sein Leben kosten, und hielten ihn zurück.
Auch al-Dalous Mutter starb in den Flammen; al-Dalous jüngerer Bruder Abdelrahman, den sein Vater zusammen mit zwei weiteren Geschwistern aus den Flammen gerettet hatte, überlebte zunächst, erlag aber einige Tage später Verbrennungen, die sich über mehr als 50 % seines Körpers erstreckten; seine 19-jährige Schwester Farah, die Verbrennungen über etwas mehr als 35 % ihres Körpers erlitten hatte, starb etwa eine Woche nach dem Angriff. Der Vater überlebte mit Verbrennungen an Armen und Gesicht.

## Reaktionen
Shaban al-Dalous Tod erregte aufgrund der Todesumstände weltweit große Anteilnahme und hat, auch bei den Verbündeten Israels, Kritik an der israelischen Kriegsführung ausgelöst.
Eduardo Maia Silva, ein Sprecher des nationalen Sicherheitsrates der Vereinigten Staaten, appellierte an die Verantwortung Israels, zivile Opfer zu vermeiden, und erklärte: „Die Bilder und Videos, die anscheinend vertriebene Zivilisten zeigen, die nach einem israelischen Luftangriff bei lebendigem Leib verbrennen, sind zutiefst verstörend. Was hier passiert ist, ist entsetzlich, selbst wenn die Hamas in der Nähe des Krankenhauses operierte und versuchte, Zivilisten als menschliche Schutzschilde zu benutzen.“
Ähnlich äußerte sich Linda Thomas-Greenfield, die Botschafterin der Vereinigten Staaten bei den Vereinten Nationen, am 16. Oktober 2024 im UNO-Sicherheitsrat. Sie habe „mit Entsetzen Bilder gesehen, die anscheinend vertriebenen Zivilisten zeigen, die nach einem israelischen Luftangriff bei lebendigem Leib verbrannten“. Sie fügte hinzu: „Israel hat die Pflicht, alles zu tun, um zivile Opfer zu vermeiden, selbst wenn die Hamas in der Nähe des Krankenhauses aktiv war und versuchte, Zivilisten als menschliche Schutzschilde zu benutzen.“
Die britische UN-Botschafterin Barbara Woodward sagte in derselben Sitzung des Sicherheitsrates: „Es gibt keine sicheren Orte in Gaza. Erst diese Woche haben wir nach dem israelischen Angriff auf das Al-Aqsa-Krankenhaus innerhalb der von den IDF ausgewiesenen humanitären Zone entsetzliche Bilder gesehen.“
Ione Belarra, Generalsekretärin der spanischen Linkspartei Podemos, zeigte während ihrer Rede im spanischen Parlament am 16. Oktober 2024 ein Foto des brennenden al-Dalou und erklärte, Waffengeschäfte mit Israel während des vorangegangenen Jahrs hätten Spanien der Mittäterschaft am Völkermord schuldig gemacht.